# Chitotriosidase
Chitotriosidase (auch Chitinase) ist ein Enzym, welches den Abbau von Chitin katalysiert. Chitinasen werden von allen Organismen gebildet, welche Chitin synthetisieren können sowie zur Erregerabwehr und zur Verdauung auch durch weitere Organismen. Chitotriosidase kann bei Wirbeltieren von aktivierten Makrophagen produziert werden.
Beim Menschen wird eine Beteiligung an der Abwehr chitinhaltiger Erreger wie Pilzen, Fadenwürmern und Insekten diskutiert, allerdings scheint der bei 6 % der Bevölkerung vorhandene vollständige Enzymmangel keinen Krankheitswert zu besitzen.
Sehr stark erhöhte Werte der Chitotriosidase finden sich im Blutserum von Patienten mit Morbus Gaucher, bei welchen die Enzymwerte auch zur Kontrolle der Enzymersatztherapie herangezogen werden. Auch bei anderen lysosomalen Speicherkrankheiten, Arteriosklerose, Thalassämie, Sarkoidose, Multipler Sklerose sowie nicht-alkoholischer Fettleberentzündung ist die Enzymaktivität im Serum leicht bis stark erhöht. Ebenso sind bei gesunden alten Menschen die Serumwerte höher als bei gesunden jungen Menschen.
Das kodierende Gen befindet sich beim Menschen auf Chromosom 1 (1q31-q32) und findet sich in homologer Form u. a. in Nagern und Primaten evolutionär erhalten.
Zur Bestimmung der Enzymaktivität lässt man das Substrat 4-Methylumbelliferyl-Triacetylchitotriosid durch die Chitotriosidase abbauen und misst anschließend mittels Fluoreszenzspektroskopie das entstandene Produkt Methylumbelliferon. Normalwerte liegen deutlich unter 200 nmol/h/ml.